# Simón Mansel
Simón Mansel (alrededor de 1205 o 1220 - después de 1268) fue condestable de Antioquía.
Perteneció a la importante familia franca de los Mansel en Antioquía. Era probablemente el hijo de Roberto Mansel, quien fue condestable de Antioquía en 1207. Bartolomé Mansel, obispo de Tartús, era probablemente su hermano. Raimundo de Antioquía, Bohemundo IV y su padre eran hermanastros. Por vía materna estaba relacionado con el rey Haitón I de Armenia y su hermano Sempad el Condestable. Se casó con una media hermana de Haitón I y de esta manera también fue tío del rey León II de Armenia.
Era condestable de Antioquía, cuando la ciudad fue atacada y sitiada el 14 de mayo de 1268 bajo el sultán mameluco Baibars. Debido a que el príncipe Bohemundo VI estaba residiendo en Trípoli, Simón ordenó la defensa. En el primer día del asedio, lideró una incursión contra los atacantes, pero cayo prisionero de los mamelucos. Desde su cautiverio, intentó negociar la rendición de la ciudad con los defensores restantes, sin embargo, estos la rechazaron y continuaron resistiendo contra los atacantes a pesar de la gran inferioridad numérica. El 18 de mayo, la ciudad finalmente fue capturada y saqueada por los mamelucos, la población restante fue masacrada o esclavizada. Simón fue uno de los pocos que fueron puestos en libertad y fue al exilio con sus familiares en Armenia.